# 郷土愛
郷土愛（きょうどあい）とは、住民が自らが育った地域に対して愛着ないし忠誠を抱く思想、心情である。ほとんどの場合、国家の中の地域や行政区に対するものであり、国家が対象であれば愛国心という言葉になる。愛郷主義（あいきょうしゅぎ、英: Regionalism ）、愛郷心とも呼ばれる。